# Aaron Sapiro

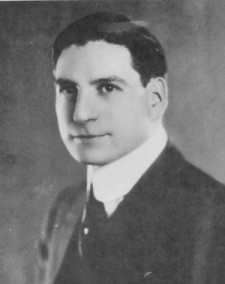
Aaron Sapiro

Aaron Leland Sapiro (Oakland, 1884 - 1959) foi um ativista e advogado cooperativo americano e líder importante do movimento de agricultores durante a década de 1920. Um dos muitos assuntos sobre os quais ele falou foi o marketing cooperativo de grãos e foi particularmente ativo na Califórnia e em Saskatoon, em Saskatchewan, onde discursou em várias reuniões entre 1923 e 1924.

## Biografia
Sapiro nasceu em Oakland, Califórnia, em 1884. Filho de imigrantes judeus, sua infância foi vivida em relativa pobreza. Apesar disso, ele conseguiu um diploma de direito e conseguiu uma posição na equipe da diretoria de mercados da Califórnia, onde conheceu os conceitos de cooperação agrícola pela primeira vez. Ele foi ativo na organização nos Estados Unidos antes de ser destacado pela liderança do Sindicato dos Agricultores para promover o Pool no oeste do Canadá, mais notavelmente em Saskatchewan. Ele também criou um plano para o "método de commodities" do marketing cooperativo, que ficou amplamente conhecido como "Plano da Califórnia" ou "Plano Sapiro". Este plano envolveu o desenvolvimento de cooperativas de agricultores em um esforço para eliminar intermediários e atacadistas e, no processo, aumentar drasticamente os lucros agrícolas, particularmente para vendedores de frutas na Califórnia. Em 1925, o Plano tinha uma adesão de cerca de 890.000 agricultores em todo o país e tinha o aval da Associação de Marketing Cooperativo do Conselho Nacional de Agricultores. Segundo o The New York Times, Sapiro era "o líder de um dos maiores movimentos agrícolas dos tempos modernos.
Sapiro passou muito do seu tempo organizando cooperativas na Califórnia. Ele divulgou a necessidade de uma Lei de Marketing Cooperativo uniforme e recebeu amplo reconhecimento por permitir que muitos dos estados da América adotassem a Lei, bem como o endosso da Associação de Marketing Cooperativo do Conselho Nacional de Agricultores.
Embora não estivesse em suas viagens promocionais, ele trabalhou extensivamente como advogado em Chicago e São Francisco, onde, em abril de 1924, ficou indignado com as observações feitas por Henry Ford em seu livro The International Jew. As reportagens na época citaram Sapiro como estando chocado com o conteúdo, em particular a seção "Exploração Judaica das Organizações Americanas de Fazendeiros: armadilhas de monopólio operam sob o pretexto de associações de marketing", que atacou o bando de banqueiros judeus, advogados, agências de publicidade , produtores de frutas, compradores de mercado e profissionais de escritório que, segundo Ford, contribuíram para a dominação do povo judeu no sistema americano de marketing cooperativo. Muitos proeminentes profissionais judeus foram citados, incluindo Bernard Baruch, Albert Lasker, Eugene Meyer, Otto Kahn e Julius Rosenwald, mas o capítulo foi principalmente dirigido à influência de Sapiro.
Sapiro entrou com uma ação contra a Ford nos tribunais federais e colocou a substância de suas alegações em exibição nacional. Enquanto o julgamento se desenrolava e os combatentes do anti-semitismo percebido na Califórnia participavam de processos judiciais, Ford secretamente encarregou o advogado constitucional e ativista judeu Louis Marshall de escrever suas desculpas por seus comentários. Ao fazer isso, Marshall encerrou a controvérsia pública e encerrou a ação legal no caso em dezembro de 1927. O resultado do caso é visto historicamente como um ato de arrependimento e um evento monumental na história judaica nos Estados Unidos.
Sapiro passou grande parte de sua vida na Califórnia, onde morreu em 1959.